# Aphrodisium strandi
Aphrodisium strandi är en skalbaggsart som beskrevs av Plavilstshikov 1932. Aphrodisium strandi ingår i släktet Aphrodisium och familjen långhorningar. Inga underarter finns listade i Catalogue of Life.